# Alderford
Alderford – wieś w Anglii, w hrabstwie Norfolk, w dystrykcie Broadland. Leży 15 km na północny zachód od Norwich i 161 km na północny wschód od Londynu.
Miejscowość liczy 43 mieszkańców.